# Tendam

Logotip de Cortefiel

Tendam, anteriorment denominada Grup Cortefiel, és una de les principals companyies europees del sector de la moda presta en el segment de les cadenes especialitzades. Fundat a Madrid el 1880, està present a més de 70 països, amb més de 1800 punts de venda. El 17 d'abril de 2018 es va produir el canvi a l'actual denominació Tendam.
Tendam comercialitza les marques Women'secret, Springfield, Cortefiel, Pedro del Hierro, Hoss Intropia, Slowlove, High Spirits i Fifty.
Des del 2019, el president i conseller delegat (CEO) de la companyia és Jaume Miquel Naudi.

## Marques
La companyia compta amb sis marques pròpies: Cortefiel (1945), Springfield (1988), Pedro del Hierro (1992), Women’secret (1993), Fifty (1997), Hoss Intropia (2019), Slowlove (2021) i High Spirits (2021):
- Cortefiel: La primera marca creada per Tendam. Des dels seus inicis el 1945, la marca fa gala de valors com l'elegància, la qualitat, la comoditat i la funcionalitat de les peces, i representa amb orgull la seva tradició tèxtil i la seva experiència en la confecció.
- Springfield: Creada en 1988, és la marca casual wear més internacional de Tendam. Està fortament implicada amb una nova generació de consumidors exigents als quals ofereix un estil urbà atractiu i compromès mediambientalment.
- Pedro del Hierro: Signatura de moda espanyola que compta amb una llarga tradició en l'alta costura del país. Creada pel dissenyador madrileny del mateix nom en 1974, es va incorporar en exclusiva a Cortefiel en 1989, i és propietat del Grup des de 1992.
- Women’secret: Creada el 1993 amb la ferma visió de convertir-se en líder i referent dins del sector de corsetería i llenceria, és una marca creada per dones, líder de roba interior, de dormir i de bany dirigida a dones d'entre 25 a 45 anys, que volen sentir-se maques, còmodes i sexis en qualsevol ocasió.
- Fifty: Primer outlet multimarca especialitzat en moda creat el 1997. Compta amb punts de venda a Espanya, Portugal, Bòsnia i Hercegovina, Sèrbia, Mèxic, Croàcia i Hongria on es poden trobar peces de Cortefiel, Pedro del Hierro, Springfield i Women’secret, a més de la seva pròpia marca, Milano.
- Hoss Intropia: Després d'una reeixida trajectòria amb notable reconeixement i potent desenvolupament internacional, la marca creada el 1994 per Constan Hernández va ser adquirida per Tendam per a rellançar-la en 2020. És la marca espanyola per a dones amb un estil bohemi, mediterrani i sofisticat, per a moments quotidians i ocasions especials.
- Slowlove: Fundada per les periodistes Sara Carbonero i Isabel Jiménez s'incorpora al portfoli de marques de Tendam al març del 2021. La companyia espanyola compta amb una participació majoritària en la signatura de caràcter sostenible i marcat estil bohemi.
- High Spirits: Al març de 2021, Tendam llança al mercat de la mà de la influencer espanyola Maria Pombo aquesta marca dirigida a dones d'entre 18 i 35 anys.

## Deslocalització
Al llarg del segle xxi , i amb l'objectiu de reduir costos, Cortefiel va mantenir una política de subcontractació i deslocalització a països amb mà d'obra barata. Per a l'any 2006, el 15% de la seva producció es duia a terme en les seves pròpies fàbriques i la resta en subcontractes.
El 2005, Cortefiel va tancar la fàbrica que tenia a Madrid, la primera que havia creat, i com a conseqüència tota la producció a Espanya va passar a la fàbrica de Màlaga, que va tancar un any després. Amb aquests tancaments, la producció de Cortefiel es repartia entre dues fàbriques al Marroc més una participació del 50% de l'empresa marroquina Pantco, més una altra fàbrica a Hongria, encara que l'empresa tenia l'objectiu de traslladar la producció a Àsia.

## Imatges històriques

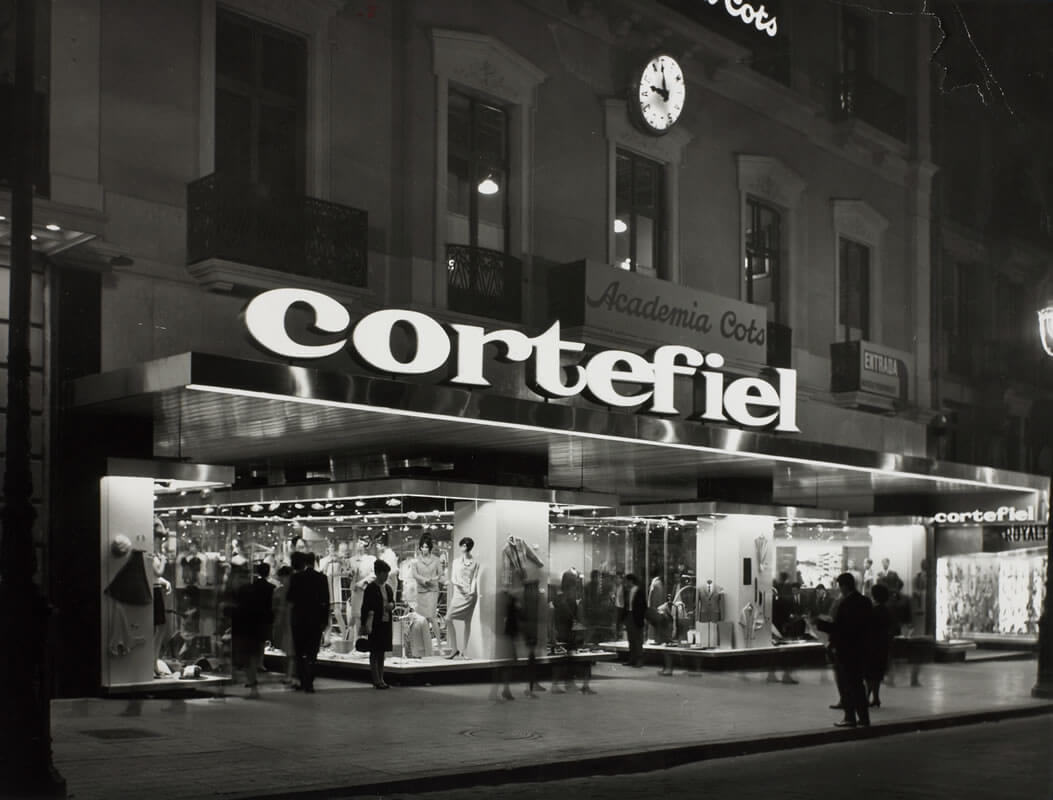
Botiga de Cortefiel Barcelona, Portal de l'Àngel 38 (agost de 1950). Any 2022: Cortefiel, Springfield i Women's Secret.
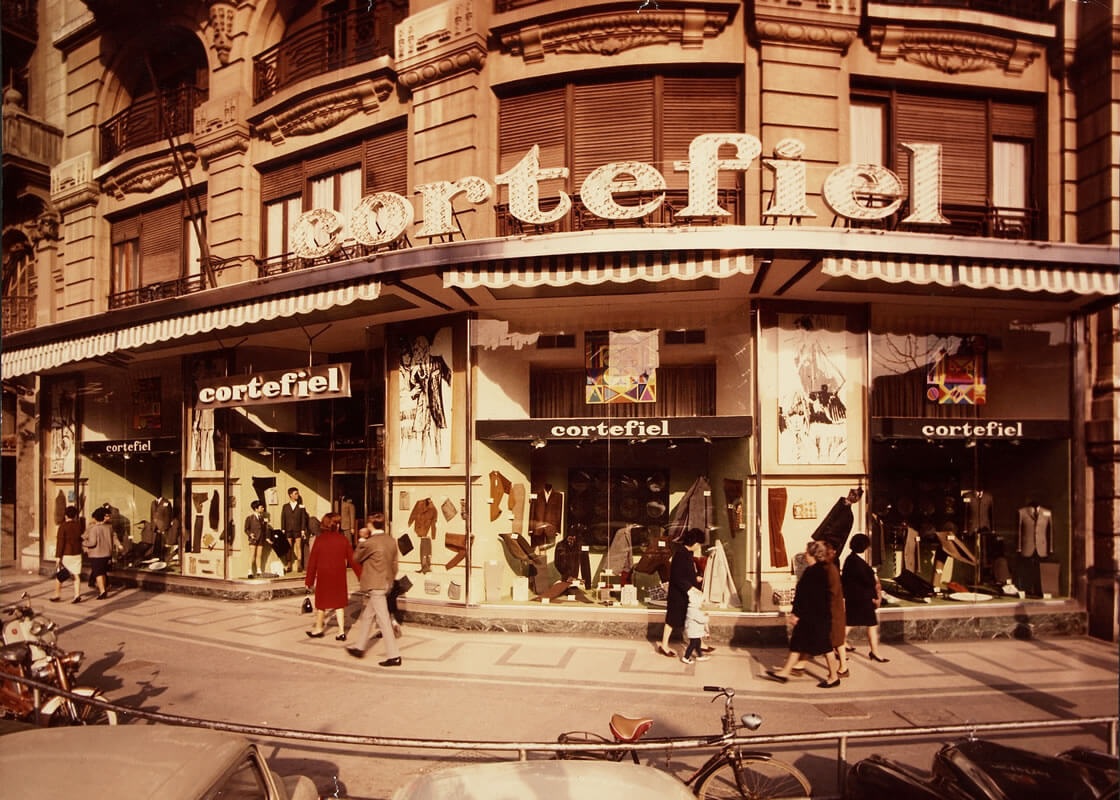
Botiga Cortefiel València en 1950 (Marquès de Sotelo-Convent de Santa Clara). En 2022 Botiga de Woman's Secret.
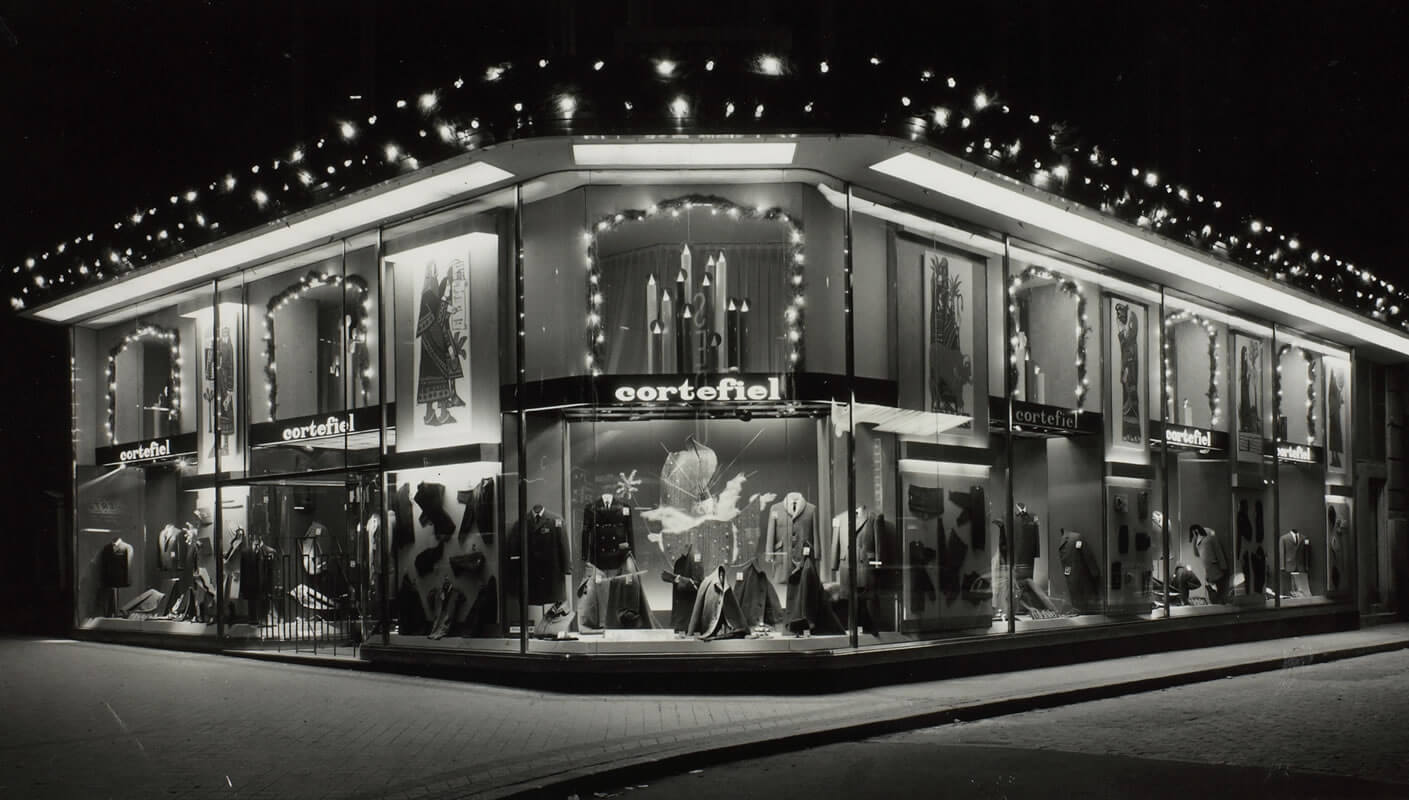
Botiga Cortefiel Madrid